# Tipula bhoteana
Tipula bhoteana är en tvåvingeart som beskrevs av Alexander 1961. Tipula bhoteana ingår i släktet Tipula och familjen storharkrankar. Inga underarter finns listade i Catalogue of Life.